# Different Shapes
Different Shapes is het zesde album van de Italiaanse metalband DGM, uitgebracht in 2007 door Scarlet Records.

## Track listing
1. "New Life" — 5:04
2. "The Alliance" — 5:42
3. "Some Day, One Day" — 4:58
4. "Unkept Promises" — 5:10
5. "The Fallen Angel" — 6:32
6. "Peace Of Mind" — 4:41
7. "Frontiers" — 4:31
8. "Signs Of Time" — 5:19
9. "Close To You" — 4:36
10. "A Man I'll Never Be" — 5:57

## Band
- Titta Tani - zanger
- Simone Mularoni - gitarist
- Andrea Arcangeli - bassist
- Emanuele Casali - toetsenist
- Fabio Costantino - drummer